# Deutsche Meisterschaft im Straßenrennen 1964 (Amateure)
Die Deutsche Meisterschaft im Straßenrennen der Amateure 1964 wurde am 26. Juli in Schweinfurt in Bayern ausgetragen. Startberechtigt waren die Amateure mit einer Lizenz des Bundes Deutscher Radfahrer. Die Strecke war 180,5 Kilometer lang. Sieger wurde Jürgen Goletz.

## Rennverlauf
Das Meisterschaftsrennen wurde dem Verein RV 1898 Schweinfurt aus Anlass seines 75-jährigen Bestehens übertragen. Mehr als 150 Radrennfahrer waren am Start. Lange Zeit führte eine Spitzengruppe mit den Nationalfahrern Winfried Gottschalk, Klaus Schützeberg und Lutz Löschke mit fast drei Minuten Vorsprung das Rennen an. Zwanzig Kilometer vor dem Ziel schlossen weitere zehn Fahrer auf. Eingangs der letzten Runde bildeten zwölf Fahrer die Spitze. Am letzten Anstieg, drei Kilometer vor dem Ziel, setzte sich Goletz ab und erreichte das Ziel als Solist.

## Ergebnis
|     | Fahrer           | Verein                     | Zeit (h)       |
| --- | ---------------- | -------------------------- | -------------- |
| 01. | Jürgen Goletz    | RC Herpersdorf             | 4:43:01        |
| 02. | Wilfried Peffgen | RRC Günther Köln-Longerich | + 0:12 Minuten |
| 03. | Burkhard Ebert   | NRVg Luisenstadt 1910      | gl. Zeit       |
| 04. | Klaus Buchholz   | RC Herpersdorf             | gl. Zeit       |
| 05. | Heinz Unger      | Staubwolke Mönchengladbach | gl. Zeit       |
| 06. | Peter Glemser    | Stuttgarter SC             | + 0:44 Minuten |
| 0 … |                  |                            |                |